# Ashley Cooke
Ashley Cooke (Parkland, Florida, 12 de junio de 1997) es una cantante y compositora de música country estadounidense, que firmó con Big Loud.

## Carrera
Cooke lanzó de forma independiente Already Drank That Beer - Side A en 2021. El álbum fue posteriormente retitulado como Already Drank That Beer y reeditado el 1 de abril de 2022, añadiendo una nueva versión a dúo de «Never Til Now», con la colaboración de Brett Young. Fue lanzado como sencillo debut de Cooke en mayo de 2022 y promocionado por Big Loud, el sello con el que firmó un contrato discográfico. Alcanzó el puesto número 49 en la lista Billboard Country Airplay.
Shot in the Dark , el segundo álbum debut de Cooke, compuesto por 24 canciones y lanzado en estudio y con una importante discográfica, se lanzó el 21 de julio de 2023 a través de Big Loud. Retoma el sencillo debut de Cooke, "Never Til Now", y también incluye nuevas colaboraciones con Colbie Caillat, Nate Smith y Jackson Dean. "Your Place" se lanzó el 11 de diciembre de 2023 como el sencillo principal del álbum, y Cooke recibió el programa On the Verge de iHeartRadio.

## Discografía
- Already Drank That Beer (2022)
- Shot in the Dark (2023)